# Dirección Nacional de Fronteras y Límites del Estado de Chile
La Dirección Nacional de Fronteras y Límites del Estado (más conocido por su acrónimo, Difrol) es un organismo chileno asesor del Ministerio de Relaciones Exteriores, cuya misión principal es preservar y fortalecer la integridad territorial del país, brindando asesoría profesional y técnica, en el ámbito jurídico y en el relativo a las ciencias de la tierra, al gobierno de Chile en materias de fronteras y límites, además de participar en la celebración de tratados, en la negociación de convenios, y en las demás materias relacionadas con los límites internacionales de Chile y las políticas de integración física, vecinal y regional.
Fue creado en 1966 por la ley n.º 16.592, bajo el nombre de Dirección de Fronteras y Límites del Estado, y adquirió su actual denominación mediante el decreto con fuerza de ley n.º 83 de 1979.

## Funciones

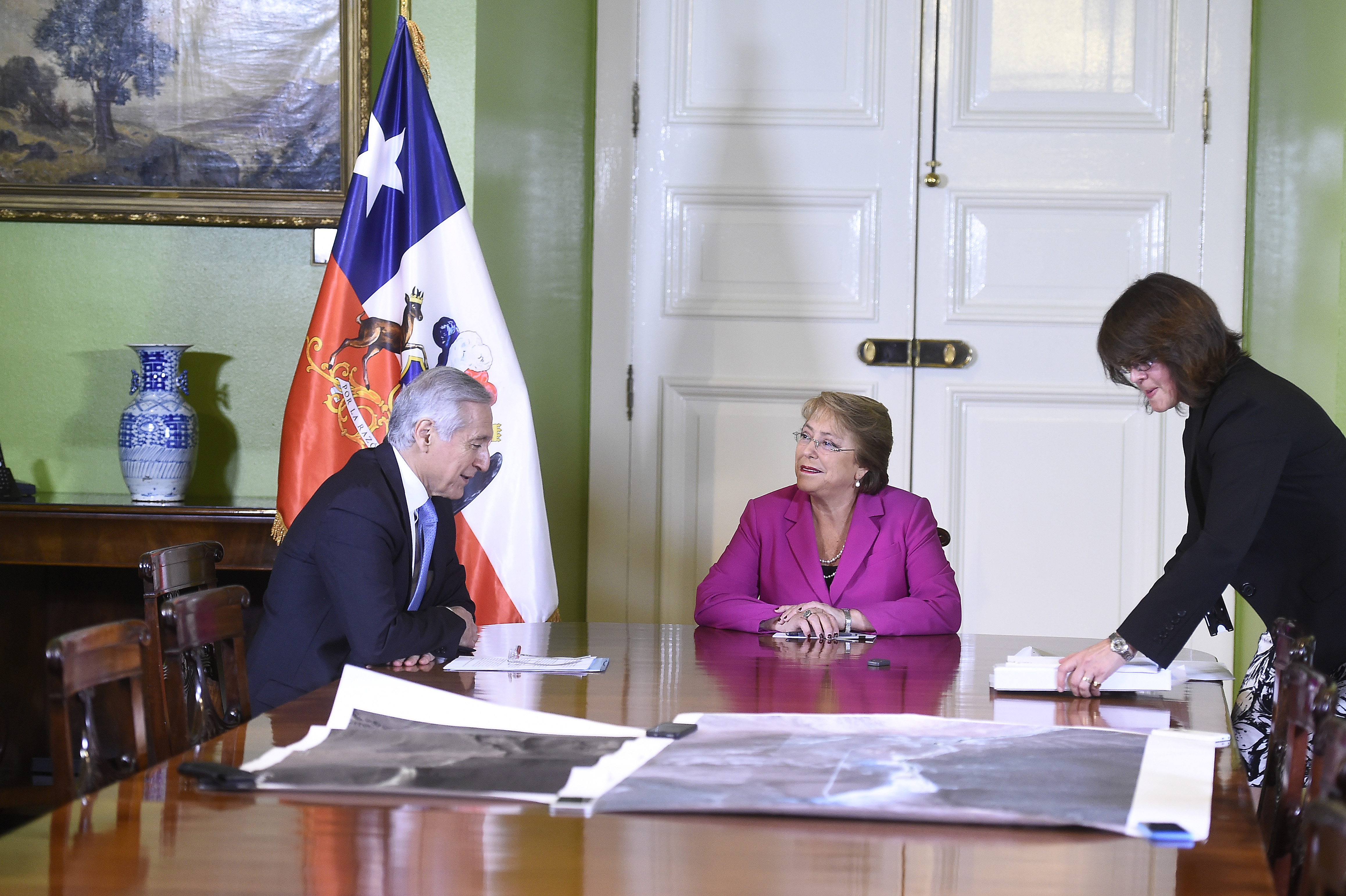
La presidenta de Chile Michelle Bachelet reunida con el canciller Heraldo Muñoz y la directora de Límites y Fronteras Ximena Fuentes, para analizar el anuncio de demanda de Bolivia por las aguas del Silala en 2016.

En materia limítrofe, le corresponde al organismo interpretar de técnicamente los tratados y que fijan los límites terrestres, marítimos y aéreos del país. También, reponer y densificar hitos en la línea fronteriza y determinar sus coordenadas geográficas. Debe, asimismo, autorizar la internación de mapas, cartas geográficas y publicaciones en las que aparezcan representados o mencionados los límites internacionales de Chile, y efectuar su revisión con el propósito de autorizar la edición o circulación de ellos en Chile.[cita requerida]
En materia fronteriza, debe coordinar técnicamente con los organismos de la administración del Estado y a nivel bilateral, con los países vecinos, el funcionamiento de los servicios de control en asuntos de integración física, la apertura y cierre de pasos fronterizos, el desarrollo de vías de interconexión transfronterizas, los corredores bioceánicos, los recursos hídricos compartidos, así como en los demás temas que le encomienda la ley. Le corresponde además, autorizar las expediciones en la zona fronteriza de personas con domicilio en el extranjero; autorizar las ventas, arrendamientos, concesiones, y otros contratos respecto de inmuebles estatales situados en la zona fronteriza; y participar en los procedimientos de autorización para la adquisición de derechos sobre inmuebles aplicables a los nacionales de países vecinos.
Finalmente, debe organizar y conservar un archivo de libros, mapas, documentos, recortes de publicaciones periódicas y antecedentes en general, relacionados con los límites y fronteras del país.

## Organización
La Dirección Nacional de Fronteras y Límites del Estado está compuesta por dos direcciónes:
- Dirección de Fronteras: cuyos objetivos son:[3]
  - Orientar la aplicación de los programas para el desarrollo de las zonas fronterizas actuando como organismo coordinador, en materias de su competencia, entre los ministerios y demás instituciones de la administración del Estado.
  - Coordinar técnicamente a los organismos de la administración del Estado y a nivel bilateral, con los países vecinos, el funcionamiento de los servicios de control en asuntos de integración física, la apertura y cierre de pasos fronterizos, el desarrollo de vías de interconexión transfronterizas, los corredores bioceánicos, así como en los demás temas que le encomienda la ley.
  - Coordinar las labores de los Comités de Frontera.
  - Autorizar las expediciones en la zona fronteriza de personas con domicilio en el extranjero.
  - Autorizar las ventas, arrendamientos, concesiones, y otros contratos respecto de inmuebles estatales situados en la zona fronteriza.
  - Participar en los procedimientos de autorización para la adquisición de derechos sobre inmuebles aplicables a los nacionales de países vecinos.
- Dirección de Límites: cuyos objetivos son:[3]
  - Interpretar los tratados y otros instrumentos que fijan los límites terrestres, marítimos y aéreos del país.
  - Reponer y densificar hitos en la línea fronteriza y determinar sus coordenadas geográficas.
  - Autorizar la internación de mapas, cartas geográficas y publicaciones en las que aparezcan representados o mencionados los límites internacionales de Chile, como asimismo efectuar su revisión con el propósito de autorizar la edición o circulación de ellos en Chile.
  - Asesorar a organismos públicos y privados en la determinación del límite internacional en el terreno.

## Directores nacionales
| Retrato             | Titular                    | Partido | Inicio                | Final                      | Presidente              |
| ------------------- | -------------------------- | ------- | --------------------- | -------------------------- | ----------------------- |
|                     | María Teresa Infante Caffi | Ind.    | 1997                  | 11 de marzo de 2000        | Eduardo Frei Ruiz-Tagle |
| 11 de marzo de 2000 | María Teresa Infante Caffi | Ind.    | 11 de marzo de 2006   | Ricardo Lagos Escobar      |                         |
| 11 de marzo de 2006 | María Teresa Infante Caffi | Ind.    | 7 de julio de 2009    | Michelle Bachelet Jeria    |                         |
|                     | Juan Eduardo Burgos        | Ind.    | 7 de julio de 2009    | Michelle Bachelet Jeria    | 11 de marzo de 2010     |
| 11 de marzo de 2010 | Juan Eduardo Burgos        | Ind.    | 11 de marzo de 2014   | Sebastián Piñera Echenique |                         |
| 11 de marzo de 2014 | Juan Eduardo Burgos        | Ind.    | 15 de octubre de 2015 | Michelle Bachelet Jeria    |                         |
|                     | Ximena Fuentes Torrijo     | CS      | 15 de octubre de 2015 | 11 de marzo de 2018        | Michelle Bachelet Jeria |
| 11 de marzo de 2018 | Ximena Fuentes Torrijo     | CS      | 11 de marzo de 2022   | Sebastián Piñera Echenique |                         |
|                     | Carlos Dettleff Beros (s)  | Ind.    | 11 de marzo de 2022   | En el cargo                | Gabriel Boric Font      |

### Otros
- Trámites: Dirección Nacional de Fronteras y Límites del Estado
- Tratados de Límites - Dirección Nacional de Fronteras y Límites del Estado

- Datos: Q5808018